# Amolita paranoma
Amolita paranoma là một loài bướm đêm trong họ Erebidae.